# Rivière Tahltan
La rivière Tahltan est une rivière du Nord de la Colombie-Britannique, au Canada. Elle coule vers le sud-ouest dans la rivière Stikine. La communauté des Tahltan est située à la confluence, d'où le nom de rivière Thaltan.